# フィリップ・ロイ
フィリップ・ロイ（Philippe Roy, 1868年2月13日 - 1948年12月10日）は、カナダの医者、政治家、外交官である。
ロイはケベック州サンフランソワに生まれた。1906年にウィルフリッド・ローリエ首相によって、アルバータ州エドモントン区の連邦上院議員に自由党員として任命された。1911年から28年まではフランスにおけるカナダ代表である総弁務官の任についた。1928年から38年までは初代の在仏特命全権公使を務めた。